# Hapoel Marmorek
Hapoel Marmorek (Hebreeuws: הפועל עירוני מרמורק רחובות) is een Israëlische voetbalclub uit de stad Rehovot. De club speelde één seizoen in de hoogste klasse en werd daar 16de en laatste.